# 光明寺 (加東市)
光明寺（こうみょうじ）は、兵庫県加東市光明寺にある高野山真言宗の寺院。山号は五峯山（ごぶさん）。本尊は十一面千手千眼観世音菩薩。「播磨高野」とも呼ばれる真言宗七十五名刹の一つ。創立者は法道とされる。観応の擾乱の光明寺合戦の舞台として知られる。新西国三十三箇所第28番札所。
新緑と紅葉の名所で「ひょうご森林浴場50選」に選定される連山（宿尾・明星が辻・経の尾・大岩・弥木場）である五峯山の主峰頂上近くに本堂がある。光明寺合戦にまつわる史跡は本堂裏の本陣跡のほか、山内に数多く残る。

## 歴史
推古天皇2年（594年）に法道による開創と伝わる。法道は、天竺（インド）から紫の雲に乗って飛来したとされる伝説的人物である。法道開基との伝承は文字通りに受け取ることはできないが、法道開基伝承をもつ寺院は兵庫県東部地域に集中しており、こうした伝承の元になり、地域の信仰の中心となった人物が実在した可能性は否定できない。
寺伝では平安時代初期に円仁（慈覚大師）が山内に留まったと言い、仁明天皇の勅願により常行堂が建立されたという。最盛期には塔頭4ケ院の他に19の僧坊があった。
正平6年/観応2年（1351年）には山内の光明寺城で足利尊氏・高師直の軍と、足利直義・石塔頼房・愛曽伊勢守の軍の合戦（光明寺合戦）があった。

## 境内
- 本堂（国登録有形文化財） - 1925年（大正14年）再建。入母屋造銅板葺きの伝統的仏堂建築で、武田五一の設計。本尊十一面千手観音三尊像安置。
- 梵鐘堂 - 寛保2年（1742年）再建。
- 常行堂（阿弥陀堂） - 宝永年間（1704年 - 1711年）再建。安永8年（1777年）改築。
- 水子子育地蔵堂 - 享保18年（1733年）再建。
- 鎮守社 - 祭神：熊野権現
- 文殊堂 - 天和2年（1682年）再建。
- 仁王門 - 元禄6年（1693年）に現在地に移築。1981年（昭和56年）に解体修理が行われた。
- 花蔵院 - 塔頭。
- 大慈院 - 塔頭。日本に一つしかない善導大師の自画像である「日本一幅善導大師自画像」がある。
- かわらけ投所
- 遍照院 - 塔頭。
- 多聞院 - 塔頭。

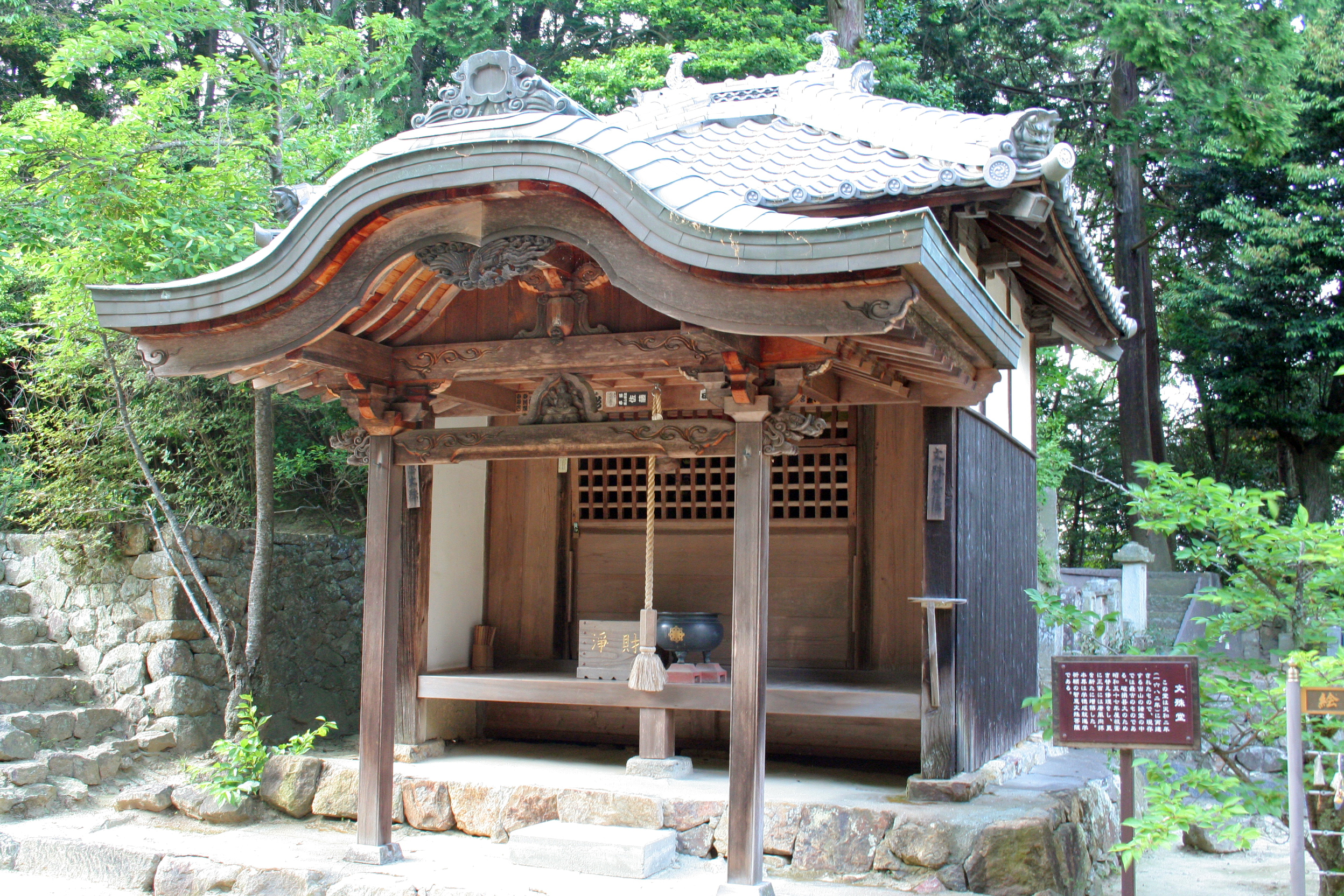
文殊堂
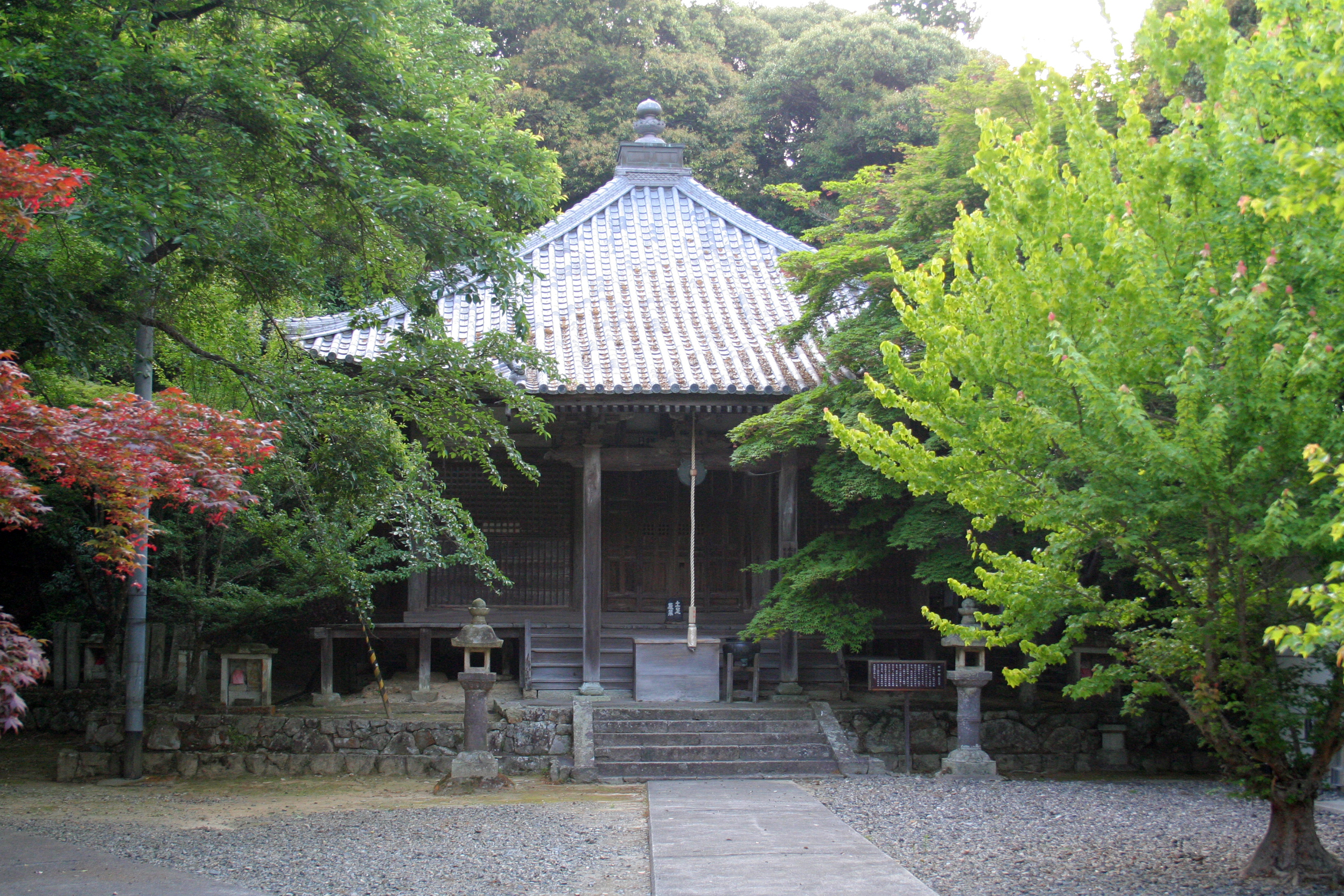
常行堂
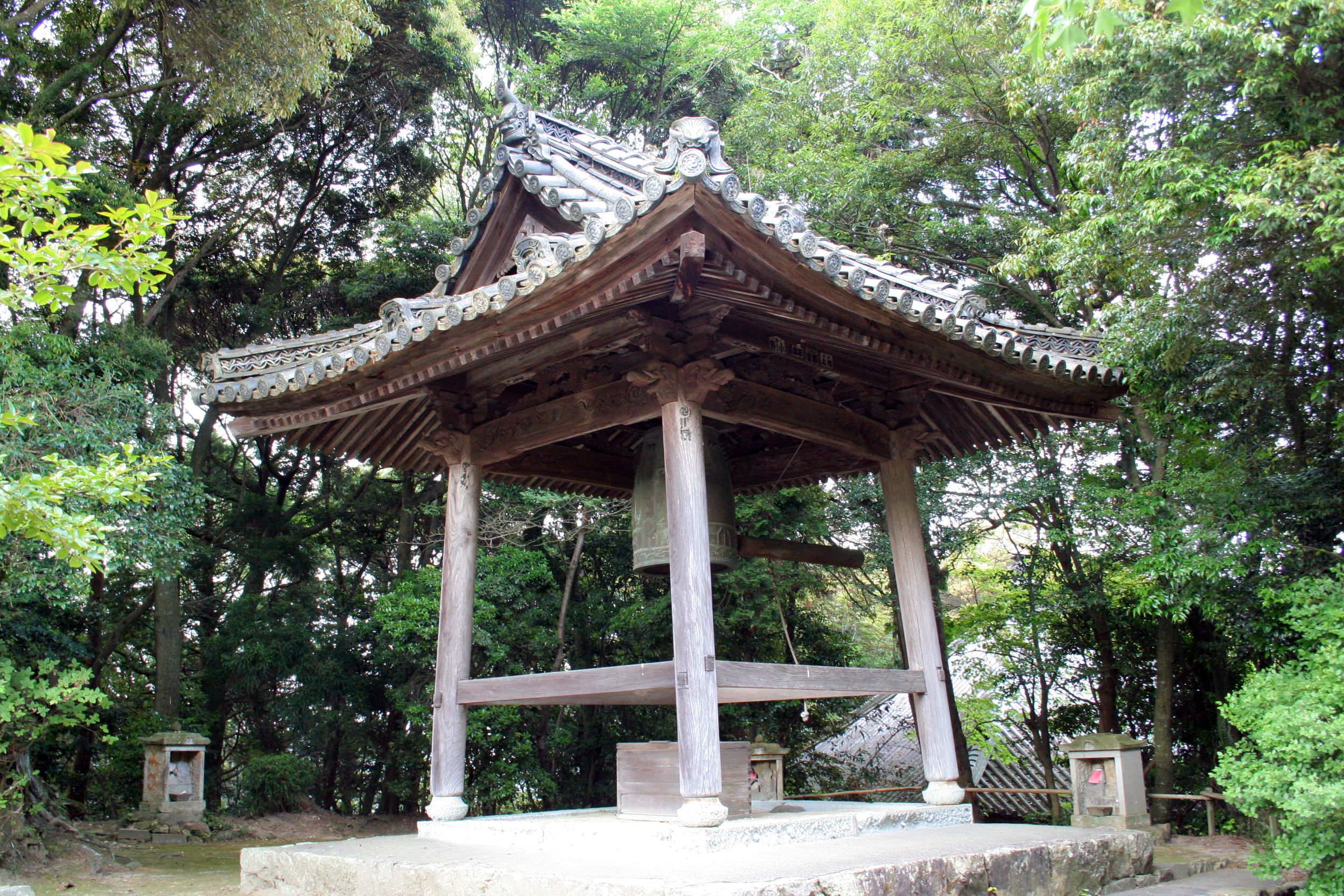
梵鐘堂
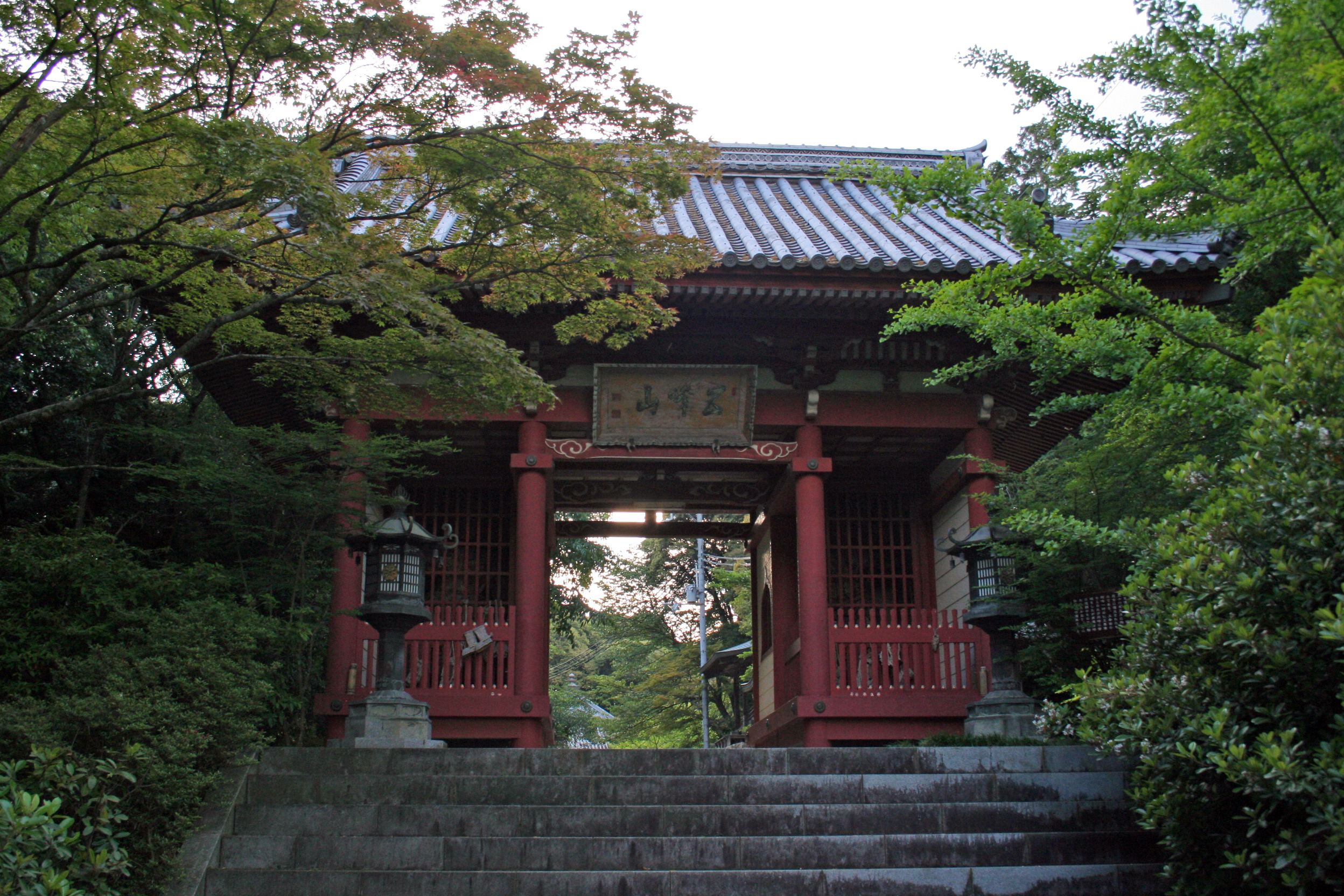
仁王門
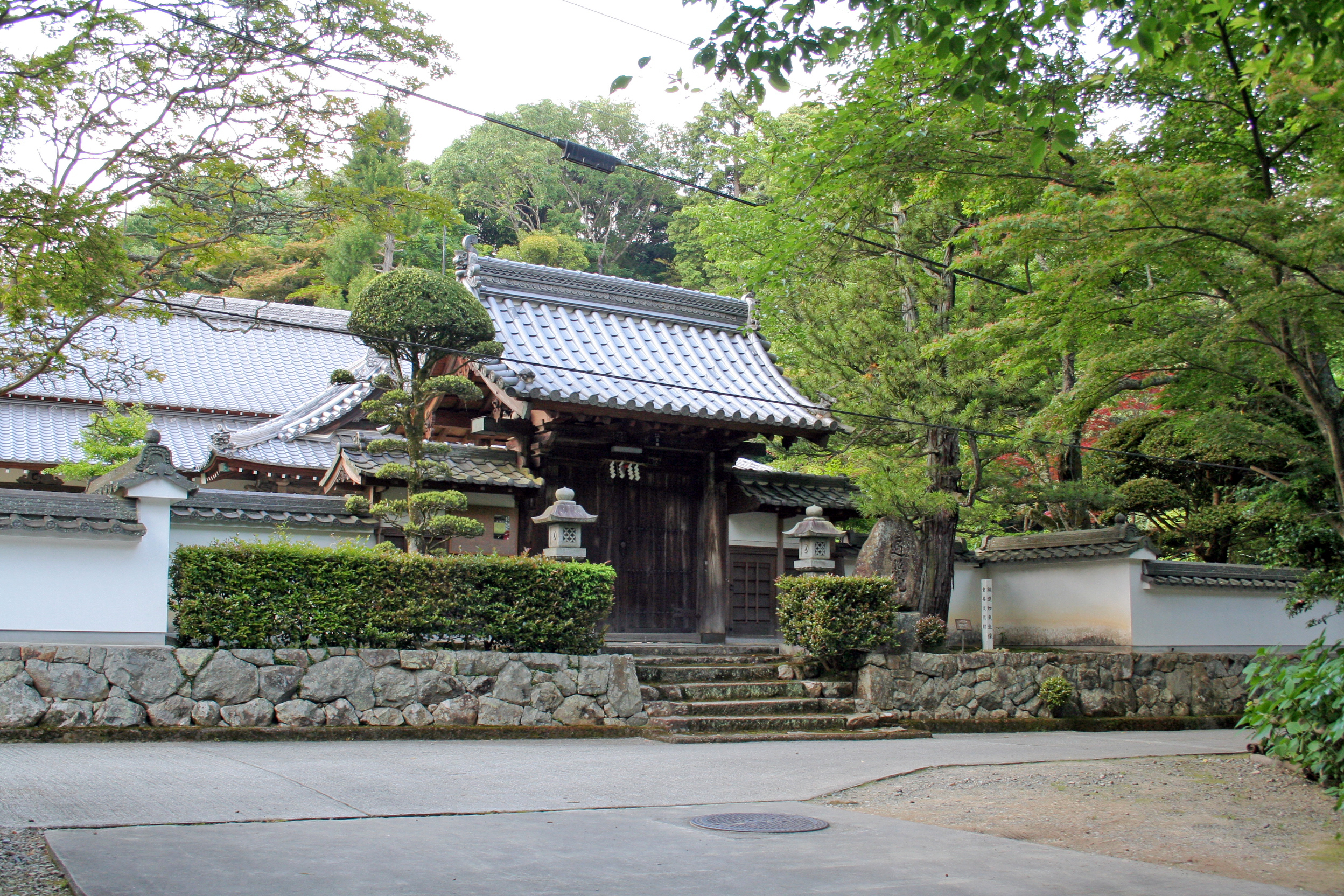
遍照院
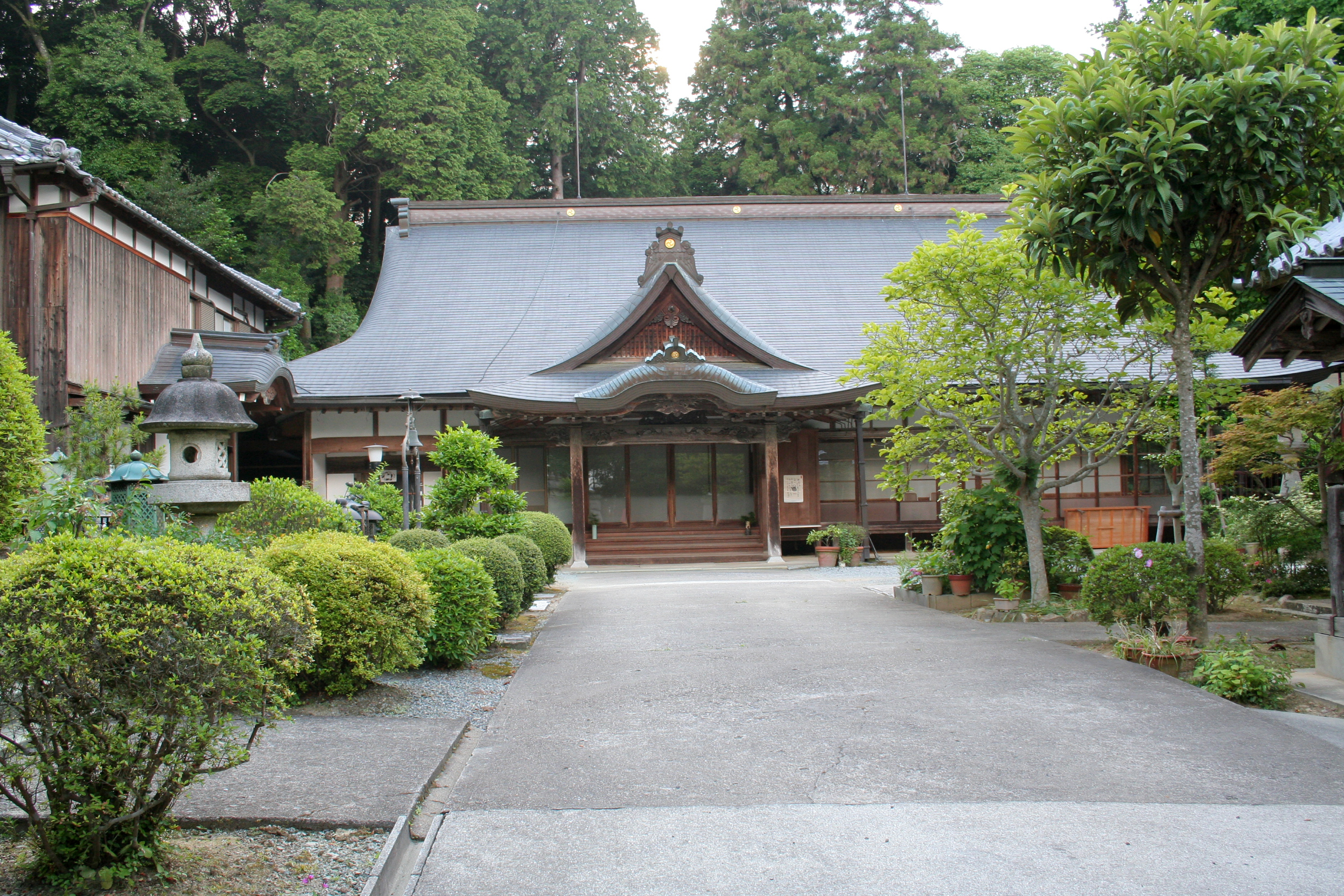
大慈院

## 文化財

### 重要文化財
- 銅造如来坐像 - 塔頭遍照院所有。平安時代中期の作。像高24cmの小像。木彫全盛のこの時代には珍しい金銅仏である。

### 国登録有形文化財
- 光明寺本堂

### 加東市指定有形文化財
- 絹本着色善導大師画像 1幅 - 塔頭大慈院所有。
- 絹本著色釈迦十六善神図 1幅 - 塔頭花蔵院所有。

## 行事
- 花まつり（5月3日） - 「日本一幅善導大師自画像」（塔頭大慈院の所有）、重要文化財の「銅造如来坐像（平安時代中期）」が公開される

## 前後の札所
新西国三十三箇所
27 鶴林寺　-　28 光明寺　-　客番 浄土寺
播磨西国三十三箇所
17 普光寺　-　18 光明寺　-　19 西仙寺

## 交通アクセス
- JR加古川線 滝野駅 徒歩30分、またはタクシー5分

## 周辺情報
- 兵庫県立播磨中央公園（山麓）
- 加東市地域交流センター（旧滝野文化会館）
- 加古川流域滝野歴史民俗資料館
- 加東市滝野図書館
- 加東市滝野公民館（滝野情報交流館）
- 加東市役所滝野庁舎
  - 北はりま消防本部